# Amanda Sandrelli
Amanda Angelica Sandrelli Paoli (Losanna, 31 ottobre 1964) è un'attrice e regista italiana.

## Biografia

Amanda Sandrelli in una scena de L'attenzione (1985)

Figlia del cantautore Gino Paoli e dell'attrice Stefania Sandrelli, nel 1984 debutta nel cinema col film Non ci resta che piangere di e con Roberto Benigni e Massimo Troisi, con il tormentone "bisogna provare, provare, provare". Come regista ha diretto il cortometraggio Un amore possibile (2004) e il documentario Piedi x Terra, prodotto da Leone Crescenzi per Shape Studio nel 2007; quest'ultimo narra della sua esperienza con Mobwuto, il bambino malawita adottato circa dieci anni prima con ActionAid Italia.

## Vita privata
Nel 1994 si è sposata con l'attore di origine peruviana Blas Roca-Rey da cui ha avuto due figli, Rocco (1997) e Francisco (2004). Nel settembre 2013 i due annunciano la separazione dopo 20 anni di matrimonio.

## Filmografia

### Cinema
- Non ci resta che piangere, regia di Roberto Benigni, Massimo Troisi (1984)
- L'attenzione, regia di Giovanni Soldati (1985)
- La casa del buon ritorno, regia di Beppe Cino (1986)
- Sotto il ristorante cinese, regia di Bruno Bozzetto (1987)
- Strana la vita, regia di Giuseppe Bertolucci (1988)
- I giorni del commissario Ambrosio, regia di Sergio Corbucci (1988)
- Amori in corso, regia di Giuseppe Bertolucci (1989)
- Saremo felici, regia di Gianfrancesco Lazotti (1989)
- Cellini - Una vita scellerata, regia di Giacomo Battiato (1990)
- Sedem jednou ranou, regia di Dusan Trancik (1991)
- Centro storico - Donne sottotetto, regia di Roberto Giannarelli (1992)
- Cinecittà... Cinecittà, regia di Vincenzo Badolisani (1992)
- Stefano Quantestorie, regia di Maurizio Nichetti (1993)
- Buon compleanno, Gianmaria, episodio di 80mq, regia di Luca Manfredi (1993)
- Bruno aspetta in macchina, regia di Duccio Camerini (1996)
- Nirvana, regia di Gabriele Salvatores (1997)
- Cinque giorni di tempesta, regia di Francesco Calogero (1997)
- Prima la musica, poi le parole, regia di Fulvio Wetzl (2000)
- Ricordati di me, regia di Gabriele Muccino (2003)
- Christine Cristina, regia di Stefania Sandrelli (2009)
- Scossa episodio Sciacalli, regia di Francesco Maselli (2011)
- Il pesce pettine, regia di Maria Pia Cerulo (2012)
- Universitari - Molto più che amici, regia di Federico Moccia (2013)

### Televisione
- Investigatori d'Italia, regia di Paolo Poeti – serie TV (1987)
- Una lepre con la faccia di bambina, regia di Gianni Serra – miniserie TV (1989)
- Quattro piccole donne, regia di Gianfranco Albano – miniserie TV (1990)
- Il sassofono – film TV (1991)
- Ricatto 2 (Bambini nell'ombra), regia di Vittorio De Sisti – miniserie TV (1991)
- Bony – serie TV (1992)
- Milagros (Más allá del horizonte) – telenovela (1993)
- Olimpo Lupo - Cronista di nera – film TV (1995)
- Morte di una strega, regia di Cinzia TH Torrini – miniserie TV (1996)
- Positano, regia di Vittorio Sindoni – miniserie TV (1996)
- Ci vediamo in tribunale, regia di Domenico Saverni – film TV (1996)
- Oscar per due – film TV (1998)
- Il compagno, regia di Citto Maselli – film TV (1999)
- Le madri – film TV (1999)
- Cuccioli, regia di Paolo Poeti – miniserie TV (2002)
- Perlasca - Un eroe italiano, regia di Alberto Negrin – miniserie TV (2002)
- Part Time – film TV (2004)
- Il vizio dell'amore – serie TV, 1 episodio (2006)
- Mafalda di Savoia - Il coraggio di una principessa, regia di Maurizio Zaccaro – miniserie TV (2006)
- Il giudice Mastrangelo – serie TV, 9 episodi (2005-2007)
- Io e mamma, regia di Andrea Barzini – miniserie TV, 6 episodi (2007)

## Teatro
- Buona notte ai sognatori (1985-1986)
- Né in cielo, né in terra (1992)
- Bruciati (1993)
- Cinque (1994)
- La Chunga (1994)
- Gianni Ginetta e gli altri (1995)
- Tre sorelle (1999)
- Codice privato, regia di Francesco Maselli (2000)
- Xanax (2003)
- Bambinacci (2007)
- Non c'è tempo amore (2009)
- Oscar e la dama in rosa (2012)
- Tres (2013-2014)
- Il bagno, con Stefania Sandrelli (2015)[5]
- Il piccolo principe (2016)
- Kubi (2017)
- La locandiera, di Carlo Goldoni, regia di Paolo Valerio e Francesco Niccolini, con Alex Cendron, Giuliana Colzi, Andrea Costagli, Dimitri Frosali, Massimo Salvianti, Lucia Socci (2018-2019)
- Lucrezia Forever!, testo e regia di Francesco Niccolini (2020)
- Lisistrata, di Aristofane, regia di Ugo Chiti, con Lucianna De Falco, Giuliana Colzi, Andrea Costagli, Dimitri Frosali, Massimo Salvianti, Lucia Socci, Gabriele Giaffreda, Elisa Proietti (2021-2022)
- Care amiche di Anat Gov, regia di Nora Venturini (2021)
- Vicini di casa, di Cesc Gay, regia di Antonio Zavatteri (2023)

## Discografia

### Album
- 1995 – Cappuccino Bilbao - Gianni, Ginetta e gli altri, con Lina Wertmüller e Massimo Wertmüller

### Singoli
- 1990 – Dolga Dolga, musiche composte da Carlo Siliotto per la miniserie Quattro piccole donne
- 1990 – L’altra metà del cielo, con Stefania Orsola Garello, Simona Cavallari e Pascale Rocard per Quattro piccole donne
- 1992 – La bella e la bestia, con Gino Paoli

## Riconoscimenti
- David di Donatello
  - 1990 – Candidatura alla migliore attrice non protagonista per Amori in corso
  - 2004 – Candidatura al miglior cortometraggio per Un amore possibile

- Nastro d'argento
  - 1998 – Candidatura alla miglior attrice non protagonista per Nirvana

- Ciak d'oro
  - 1990 – Miglior attrice non protagonista per Amori in corso[6]